# الفريش (دوعن)

'

تعديل مصدري - تعديل

الفريش هي إحدى قرى عزلة صيف بمديرية دوعن التابعة لمحافظة حضرموت، بلغ تعداد سكانها 83 نسمة حسب تعداد اليمن لعام 2004.